# Pan-Am-Flug 7
Am 8. November 1957  verunglückte eine Boeing 377 auf dem Pan-Am-Flug 7 von San Francisco nach Honolulu. Sechs Tage später bargen Schiffe der US Navy 19 Opfer und einige treibende Trümmer. Das Wrack wurde nicht gefunden. Die Unfallursache blieb ungeklärt.

## Flugverlauf
Die Boeing 377 Stratocruiser der Pan American World Airways startete um 11:51 Uhr Ortszeit (19:51 UTC) vom San Francisco International Airport zu einem Flug, der die Maschine einmal um die Erde führen sollte. Die erste Zwischenlandung war um 19:50 Uhr Ortszeit (05:50 UTC) in Honolulu  geplant. Auf der Etappe nach Hawaii waren 36 Fluggäste und 8 Besatzungsmitglieder an Bord. Das Flugzeug stieg auf eine Reiseflughöhe von ca. 3.000 Meter (10.000 Fuß).
Um 00:30 UTC meldeten sich die Piloten routinemäßig bei der Ocean Station November, einem mit Radar ausgestatteten Schiff, das auf einer festen Position den Flugverkehr zwischen Nordamerika und Hawaii überwachte. Als die Maschine um 01:04 UTC den Radarbereich dieser Station verließ, wurde letztmals ein Funkkontakt hergestellt. Zu diesem Zeitpunkt befand sich die Boeing 377 auf ihrem geplanten Kurs. Die nächste Positionsmeldung der Piloten, die um 02:04 UTC erfolgen sollte, blieb aus.

## Unfallursache
Am 14. November 1957 entdeckte der an der Suchaktion beteiligte Flugzeugträger USS Philippine Sea etwa 1.740 Kilometer (940 NM) östlich von Hawaii und 165 Kilometer (90 NM) nördlich der geplanten Flugroute treibende Trümmerteile, Gepäckstücke sowie 19 Leichen.
Die Obduktion ergab, dass zehn der geborgenen Opfer ertrunken waren, nachdem sie den Absturz überlebt hatten. Keines der Opfer wies schwere äußerliche Verletzungen auf. Es wurde vermutet, dass den Piloten eine mehr oder minder kontrollierte Notwasserung gelungen war, wobei das Flugzeug in einem flachen Winkel auf dem Wasser aufkam und dabei wahrscheinlich weitgehend intakt blieb. Eine Untersuchung der Mechanik von fünf geborgenen Armbanduhren erbrachte den Nachweis, dass der Aufprall zu einer 27. Minute erfolgte. Weil die Routinemeldung der Besatzung um 02:04 UTC nicht mehr erfolgt war, gingen die Ermittler davon aus, dass sich der Unfall um 16:27 Ortszeit (01:27 UTC) ereignet hatte. Unter Berücksichtigung des Fundortes der Trümmer und der Meeresströmungen konnte berechnet werden, dass der Unfallort etwa 1.600 Kilometer östlich von Hawaii lag (Position: 29° 26' N 143° 34' W). Die durchschnittliche Wellenhöhe im betreffenden Seegebiet betrug zu dieser Zeit circa 2,5 Meter. Der Wind kam aus südwestlicher Richtung mit einer Stärke von etwa 20 km/h.
In den Leichen wurde eine erhöhte Konzentration an Kohlenmonoxid festgestellt. Es blieb unklar, ob diese Werte durch den fortgeschrittenen Verwesungsprozess oder durch ein mögliches Einatmen von Brandgasen verursacht wurden. Die geborgenen Trümmerteile und Gegenstände wiesen keine Spuren auf, die auf ein größeres Feuer oder eine Explosion hindeuteten. Ein lokaler Brand konnte nicht ausgeschlossen werden. Dem Wetter wurde keine Bedeutung beigemessen.
Die Untersuchungskommission hielt es für möglich, dass die Maschine durch den Bruch eines Propellerblattes strukturelle Schäden erlitt, die einen (teilweisen) Kontrollverlust bewirkten. Aus früheren Unfällen der Boeing 377 war bekannt, dass der Bruch eines Propellerblattes zu einer Unwucht im betroffenen Triebwerk führt und starke Vibrationen auslöst. Diese könnten zu einer Beschädigung der Tragfläche oder zum Abriss des beschädigten Triebwerks geführt haben. Infolgedessen wäre ein teilweiser Strömungsabriss eingetreten, durch den es der Besatzung schwer gefallen wäre, die Maschine auf dem ursprünglichen Flugweg zu halten. Dies wurde als eine mögliche Erklärung angesehen, weshalb das Flugzeug innerhalb der 23 Minuten nach dem letzten Radarkontakt einen Kurswechsel um 30 Grad nach Norden ausführte und abseits der geplanten Flugroute verunglückte.